# Даллакян, Арамаис Джаганович
Арамаис Джаганович Даллакян (род. 4 мая 1951) — российский политик, член Совета Федерации (2015—2021).

## Биография
В 1977 году окончил Высшую комсомольскую школу при ЦК ВЛКСМ (ныне — Московский гуманитарный университет), в 1997 году получил высшее юридическое образование в Российской академии государственной службы при президенте РФ со специализацией в сфере государственного строительства и права.
С 1977 по 1990 год работал на Чукотке в местных руководящих структурах комсомола и КПСС. В 1990 году занял должность первого заместителя председателя Совета народных депутатов Чукотского автономного округа, в 1993 году перешёл в окружную администрацию. В 1996—2008 годах являлся заместителем губернаторов Чукотского АО (до 2001 года — Александра Назарова, затем — Романа Абрамовича). Курировал вопросы иммиграционного контроля и международных связей, а также организационные и административно-правовые, руководил аппаратом губернатора и правительства округа. В 2006 году защитил в Санкт-Петербургском государственном инженерно-экономическом университете диссертацию на соискание степени кандидата экономических наук по теме «Организационно-экономический механизм финансовой стабилизации северных регионов: на материалах Чукотского автономного округа».
12 октября 2008 года избран депутатом Думы Чукотского автономного округа IV созыва, 22 октября избран заместителем председателя Думы, которым стал Роман Абрамович.
13 марта 2011 года избран в Чукотскую думу V созыва от одного из двух трёхмандатных округов, и 29 марта переизбран одним из трёх первых заместителей председателя, которым вновь стал Абрамович.
2 июля 2013 года избран председателем Думы после ухода из неё Абрамовича.
2 июня 2015 года представитель законодательного органа государственной власти Чукотки в Совете Федерации Ефим Малкин досрочно отказался от мандата. Даллакян написал заявление об освобождении его от должности председателя Чукотской думы с 5 июня 2015 года, и депутаты единогласно его поддержали, избрав по предложению фракции «Единой России» новым спикером Валентину Рудченко и по итогам тайного голосования наделив Даллакяна полномочиями члена Совета Федерации.

## Награды
- Медаль ордена «За заслуги перед Отечеством» II степени (6 июля 1999) — за заслуги перед государством, многолетний добросовестный труд и большой вклад в укрепление дружбы и сотрудничества между народами[6].
- Заслуженный юрист Российской Федерации (3 октября 2011) — за активную законотворческую деятельность и многолетнюю добросовестную работу[7].